# Đỗ Trung Tá
Đỗ Trung Tá (sinh ngày 12 tháng 12 năm 1945), quê tại thôn Hạ, xã Phùng Xá, huyện Mỹ Đức, Hà Nội là đại biểu Quốc hội Việt Nam khóa X và khóa XI tỉnh Bắc Giang. Ông thuộc đoàn đại biểu Bắc Giang. Ông từng giữ chức vụ bộ trưởng bộ Bưu chính viễn thông (2002-2007)
Cha của Đỗ Trung Tá là ông Đỗ Trung Hàm, Chủ tịch Ủy ban hành chính xã Phùng Xá, liệt sĩ chống Pháp.
Đỗ Trung Tá học Đại học và bảo vệ luận án Tiến sĩ vô tuyến điện tại Cộng hòa dân chủ Đức. Về nước, ông công tác trong ngành Bưu điện, giảng dạy và kinh qua các chức vụ: Chủ tịch HĐQT Tổng Công ty bưu chính viễn thông, Bộ trưởng Bộ Bưu chính, Viễn thông (Bộ trưởng đầu tiên, từ 8-8-2002), Ủy viên TƯ Đảng, Phái viên của Chính phủ...
Ông Đỗ Trung Tá có ba người con gái: Đỗ Mai Lan, Đỗ Mai Liên và Đỗ Lan Anh; có một người con rể tên Hoàng Minh, Thứ trưởng Bộ Khoa học Công nghệ.